# Orectogyrus demeryi
Orectogyrus demeryi is een keversoort uit de familie van schrijvertjes (Gyrinidae). De wetenschappelijke naam van de soort is voor het eerst geldig gepubliceerd in 1891 door Régimbart.